# 2005 ER318
2005 ER318, também escrito como 2005 ER318, é um objeto transnetuniano que está localizado no Cinturão de Kuiper, uma região do Sistema Solar. Este corpo celeste está em uma ressonância orbital de 3:4 com o planeta Netuno. Ele possui uma magnitude absoluta de 7,8 e tem um diâmetro estimado com 121 km.

## Descoberta
2005 ER318 foi descoberto no dia 12 de março de 2005 pelo astrônomo Marc W. Buie.

## Órbita
A órbita de 2005 ER318 tem uma excentricidade de 0,168 e possui um semieixo maior de 36,802 UA. O seu periélio leva o mesmo a uma distância de 30,625 UA em relação ao Sol e seu afélio a 42,980 UA.